# 秋吉宗鎮
秋吉 宗鎮（あきよし むねしげ、1894年7月31日 - 1983年1月2日）は、大正・昭和の音楽教育者、声楽家、作曲家、編曲家、ピアニスト。

## 経歴
熊本県に生まれる。1914年に京都府師範学校本科を卒業。1920年に文部省師範学校中学校高等女学校教員検定試験合格。中田章、吉田恒三、ブロヒン、パチに師事した。クラシック音楽の黎明期である大正から昭和にかけて、岡山県岡山市、広島県福山市を中心に日本のクラシック音楽の発展を支えた教育者の一人である。
代表的な教え子に、二期会の創立者のひとり柴田睦陸がおり、柴田が歌手を志した当初から上京するまで指導・支援した。
昭和14年には福山音楽協会設立の顧問となり、福山音楽コンクールの設立に関わっている。このほか数多の音楽家の指導、学校音楽教育、作編曲、音楽団体やコンクールの設立などに関わっていたとされるが、現存する文献・情報が少ない。

## 柴田睦陸との関わり
柴田睦陸が歌手を志した当時、日本はクラシック音楽の黎明期であり、音楽を職業とすることに理解を得難い風潮があった。柴田は歌手になる夢を両親から猛反対され、宝物のベートーヴェンの彫刻一つを握りしめ家を飛び出した。声楽の師である秋吉のもとに身を寄せ、草むしりなどの家事の手伝いをしながら住み込みで声楽の指導を受けていたという。
上京後も盟友の畑中良輔らを連れて度々秋吉の自宅を訪ねており、秋吉から受けた指導・支援が後の教育者としての柴田らの姿勢に影響を与えている。

## 主な親族
- 妻：秋吉縫、オルガニスト、ピアニスト。中田章、萩原英一、武岡鶴代に師事し、1920年12月に東京音楽学校（現：東京藝術大学）選科オルガン専攻を修了した[3][6][7]。
- 娘：秋吉章子（ふみこ）、ピアニスト。福井直俊に師事し、1943年に東京音楽学校本科器楽部を卒業した[6][8]。
- 孫：秋吉邦子、オペラ歌手、合唱指揮者
- 曾孫：村田真生、実業家、作曲家、編曲家、ピアニスト

## 昭和初期の音楽教育
昭和初期の音楽教育の様子がわかるエピソードとして、昭和6年、秋吉が音楽教員として招かれた広島県立福山誠之館中学校（現：広島県立福山誠之館高等学校）において、音楽科実施にあたって講堂の一部に衝立をめぐらせて音楽教室とし、オルガンと唱和用黒板を用いて教授を行っていたという。

## 作曲・編曲
- 「あさみどり」（作詞：明治天皇、作曲：上代淑、編曲：秋吉宗鎮）
- 新特撰楽譜 第六十九編 童謡「影法師」伴奏附（作詞：眞田範衛、作曲：秋吉宗鎮）
- 福山民謡「福山小唄」（作詞：平武男、作曲：秋吉宗鎮）
- 福山市立引野小学校校歌（作詞：木下夕爾、作曲：秋吉宗重）